# Monotagma
Monotagma es un género con 28 especies de plantas herbáceas perteneciente a la familia Marantaceae.

## Especies seleccionadas
- Monotagma anarthronum
- Monotagma anathronum
- Monotagma angustissimum
- Monotagma contractum
- Monotagma contrariosum
- Monotagma densiflorum
- Monotagma dolosum
- Monotagma duidae